# Conferencia Mundial de Derechos Humanos
La Conferencia Mundial de Derechos Humanos tuvo lugar en Viena, Austria, del 14 al 25 de junio de 1993, organizada por las Naciones Unidas. Fue la primera conferencia de derechos humanos celebrada desde el fin de la Guerra Fría. El principal resultado de la conferencia fue la Declaración y Programa de Acción de Viena.

## Antecedentes
Aunque las Naciones Unidas llevaban ya una larga trayectoria en el campo de los derechos humanos, la conferencia de Viena fue la segunda conferencia a escala mundial que se centraba exclusivamente en los derechos humanos, siendo la primera Conferencia Internacional de Derechos Humanos que tuvo lugar en Teherán, Irán, durante abril y mayo del año 1968 para conmemorar el vigésimo aniversario de la Declaración Universal de los Derechos Humanos.
La conferencia de Viena se celebró en un momento en el que las conferencias mundiales estaban en auge: la Cumbre de la Tierra de Río de Janeiro (sobre Medio Ambiente y Desarrollo), Brasil, en junio de 1992; seguida poco después por la Conferencia Internacional sobre Población y Desarrollo, de septiembre de 1994, celebrada en El Cairo, Egipto; la Comisión de Desarrollo Social de Copenhague, Dinamarca, en marzo de 1995 y la Cuarta Conferencia Mundial sobre la Mujer de Pekín, China, en septiembre de 1995. Estas conferencias eran vistas como una manera de promover la participación, la consulta y la formación de políticas globales, y consideradas como una nueva forma significativa de influir sobre el rumbo de la sociedad internacional.
La idea de realizar una conferencia mundial sobre los derechos humanos se propuso por primera vez en 1989. El final de la Guerra Fría trajo consigo la esperanza de terminar con el largo periodo de estancamiento y con la distorsión del funcionamiento de las Naciones Unidas a causa de la confrontación bipolar entre las superpotencias.
Durante el periodo previo a la conferencia de 1993, se había desvanecido gran parte del optimismo de 1989. A principios de 1991 se organizaron unas conferencias preparatorias en Ginebra, Suiza, así como varias reuniones regionales y paralelas. En ellas se trató de desarrollar nuevas ideas sobre las que los distintos países pudieran llegar a un consenso, y se recalcaron las diferencias respecto al papel de la soberanía del estado y de las organizaciones no gubernamentales (ONG), así como sobre si era factible e imparcial la creación de nuevos instrumentos de protección de los derechos humanos o el reforzamiento de los mismos en el ámbito de la ONU. Finalmente, la Asamblea General de las Naciones Unidas se vio obligada a intervenir sobre la agenda de la conferencia en 1992. A Pierre Sané, Secretario General de Amnistía Internacional, le preocupaba que la conferencia representara un retroceso para los derechos humanos. Sané añadió que: "No es ninguna sorpresa que los gobiernos no se muestren demasiado entusiasmados al respecto. Después de todo, son ellos los que están violando los derechos humanos".

## La conferencia
Asistieron representantes de 171 naciones y 800 ONG, con aproximadamente 7000 participantes en total.  Esto convirtió a la Conferencia Mundial de los Derechos Humanos en la mayor reunión jamás vista sobre los derechos humanos. Fue organizada por John Pace, experto en Derechos Humanos.
Hubo un gran debate antes de la conferencia respecto a lo que se podría y lo que no se podría decir durante la misma. Las normas que finalmente se adoptaron establecían que no se podían mencionar países o lugares específicos donde se estuvieran vulnerando los derechos humanos, incluyendo aquellos involucrados en conflictos en curso como Bosnia-Herzegovina, Angola y Liberia, y aquellos sujetos a crítica constante sobre los derechos humanos, como China y Cuba. En lugar de esto, los abusos de los derechos humanos se discutirían solo de forma genérica, lo que llevó a The New York Times a afirmar que la conferencia estaba teniendo lugar "en un ambiente misteriosamente alejado de la realidad". Concretamente, que la Guerra de Bosnia continuara solo a una hora de vuelo de Viena atestiguó radicalmente que ninguna nueva era de cooperación internacional había llegado a buen puerto.
A pesar de las normas, diversas organizaciones y manifestantes que se congregaban en los aledaños de la conferencia no tuvieron problema en mencionar abusos específicos que tenían lugar alrededor del mundo, mostrando numerosas fotografías, cada una más cruel que la anterior, en las que se podían contemplar distintas atrocidades. Una persona preocupada por la situación del Frente Polisario y el Sahara Occidental afirmó que "es difícil hacerse notar".
La conferencia trató el tema de los derechos humanos de manera amplia, poniendo especial énfasis en recalcar los derechos de la mujer, los derechos de los indígenas y los derechos de las minorías, entre otros, en el contexto de los derechos económicos y políticos universales.  Los derechos de la mujer en particular tuvieron una fuerte y notable presencia en la conferencia.
Se produjo una línea divisoria cuando las naciones occidentales proclamaron un significado universal para los derechos humanos, en contraposición a aquellas otras naciones que defendían que los derechos humanos tenían que interpretarse de manera distinta en las culturas no occidentales y que estas intentaban imponer una definición universal que equivalía a interferir en sus asuntos domésticos. Este último grupo de naciones estaba liderado por China, Siria e Irán, y también incluía a varias naciones asiáticas como Singapur, Malasia, Indonesia y Vietnam. El día inaugural de la conferencia, el Secretario de Estado de los Estados Unidos, Warren Christopher, manifestó su opinión en contra de esta idea, afirmando que "No podemos permitir que el relativismo cultural se convierta en el último refugio de la represión".
La que había sido miembro de la Cámara de Representantes de los Estados Unidos y candidata a vicepresidenta, Geraldine Ferraro, acudió a la conferencia como delegada sustituta de los Estados Unidos y fue una de las asistentes más interesadas en los derechos de la mujer.
A pesar de las presiones de la República Popular de China, el  decimocuarto dalái lama pudo dar un discurso sobre las responsabilidades humanas.

## Consecuencias
La consecuencia clave de la Conferencia Mundial sobre Derechos Humanos fue la Declaración y Programa de Acción de Viena, que se formuló al final de la reunión y se aceptó por consenso de los 171 estados el 25 de junio de 1993. Mientras que una posible interpretación considera este documento como una "exhortación bien realizada pero vacía", el mismo vino a significar todo el consenso que podía haber sobre los derechos humanos a principios de la década de los años 90. De hecho, fijó nuevas pautas en los trabajos sobre derechos humanos en varios campos.
La Conferencia Mundial sobre Derechos Humanos estableció la interdependencia de la democracia, el desarrollo económico y los derechos humanos. En concreto, reemplazó la división propia de la Guerra Fría entre derechos civiles y políticos por un lado y derechos económicos, sociales y culturales por otro, sustituyéndola por el concepto de que los derechos son indivisibles (no se puede obtener un tipo de derecho sin obtener los otros), interdependientes (una serie de derechos dependen de los demás derechos) y están interrelacionados (todos los derechos humanos se relacionan entre sí). Se exigió la creación de instrumentos para dar a conocer y proteger los derechos de las mujeres, de los niños y niñas y de los indígenas y se pidieron más fondos para el Centro de las Naciones Unidas para los Derechos Humanos (United Nations Center for Human Rights). Así mismo, más significativamente, se exigió una nueva oficina, la Oficina del Alto Comisionado de las Naciones Unidas para los Derechos Humanos.
La Asamblea General de las Naciones Unidas respaldó esta declaración posteriormente en su Resolución 48/121. Asimismo, también creó el cargo de Alto Comisionado de las Naciones Unidas para los Derechos Humanos el 20 de diciembre de 1993.
A principios de la década del 2000, todos los puntos explícitamente recomendados por la Declaración y Programa de Acción de Viena se habían cumplido totalmente o en parte. La conferencia también recalcó la importancia que las ONG continuarían desempeñando en toda la infraestructura relacionada con los derechos humanos.